# Confine tra Cina e Kirghizistan
Il confine tra la Cina e il Kirghizistan ha una lunghezza di 1063 km e parte dalla triplice frontiera con il Kazakistan e segue approssimativamente una linea verso sud-ovest attraversando varie creste e cime montuose della catena del Tian Shan, fino alla triplice frontiera con il Tagikistan.
Il confine separa (da nord a sud e da a est a ovest) le regioni di Issyk-Kul, Naryn e Osh in Kirghizistan dalle prefetture cinesi di Aksu (a nord e a est) e Kizilsu (a sud e ovest) e la Regione autonoma dello Xinijang, Cina.

## Storia

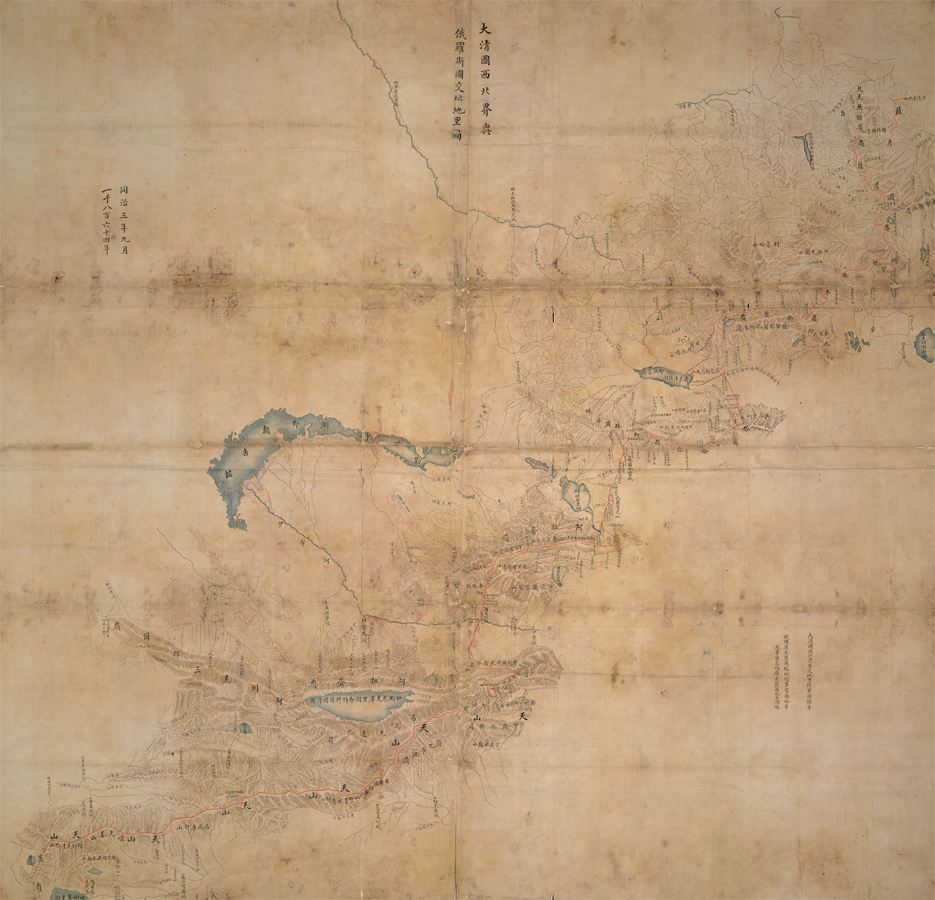
Il confine sino-russo stabilito nel Protocollo di Chuguchak (1864). L'attuale confine sino-kazako / kirghiso segue in gran parte la linea stabilita in questo protocollo, con modifiche piuttosto piccole.

Le origini del confine risalgono alla metà del XIX secolo, quando l'Impero russo si espanse nell'Asia centrale e fu in grado di stabilire il suo controllo sulla regione del lago Zajsan. L'istituzione del confine tra l'Impero russo e l'Impero Qing, non troppo diverso dall'odierno confine sino-kazako / kirghiso / tagico era previsto nella Convenzione di Pechino del 1860; l'attuale linea di confine ai sensi della convenzione è stata tracciata dal trattato di Tarbagatai (1864) e dal trattato di Uliassuhai (1870), lasciando il lago Zaysan dalla parte russa. La presenza militare dell'Impero Qing nel bacino di Irtysh crollò durante la rivolta di Dungan (1862–77). Dopo la riconquista dello Xinjiang da parte di Zuo Zongtang, il confine tra l'impero russo e quello Qing posto nel bacino del fiume Ili fu ulteriormente riadattato a favore della Russia dal trattato di San Pietroburgo (1881) e da una serie di protocolli successivi.
Nel 1915 fu firmato un accordo che delimitava più precisamente il confine tra la Valle di Ili e la regione di Dzungarian Alatau. La sezione più meridionale della frontiera (cioè all'incirca la metà meridionale del moderno confine tra Cina e Tagikistan) non rimase delimitata, anche a causa della continua rivalità tra Gran Bretagna e Russia per il dominio nell'Asia centrale conosciuta come il Grande Gioco; alla fine decisero che l'Afghanistan sarebbe rimasto uno stato cuscinetto indipendente e interposto tra essi, attraverso il corridoio del Wakhan creato nel 1895. La Cina non prese parte a tali accordi e pertanto la sezione più meridionale del confine sino-russo rimase indefinita.
Quando il Kirghizistan divenne indipendente nel 1991, ereditò una sezione della frontiera URSS-Cina. I due paesi hanno delimitato il loro confine nel 1996. La demarcazione formale è stata ostacolata dall'opposizione al trattato di confine da parte di elementi dell'opposizione kirghisa, incentrata su Azimbek Beknazarov, come parte di un movimento più ampio contro l'allora presidente Askar Akayev culminato nella rivoluzione dei tulipani. L'accordo di confine è stato finalizzato nel 2009, con la Cina che ha rinunciato a parte del picco Khan Tengri mentre il Kirghizistan ha ceduto l'Uzengi-Kush, un'area montuosa situata a sud della regione di Issyk Kul.

## Valichi di frontiera
- Passo Torugart (strada)[6]
- Passo Irkeshtam (strada)[6]

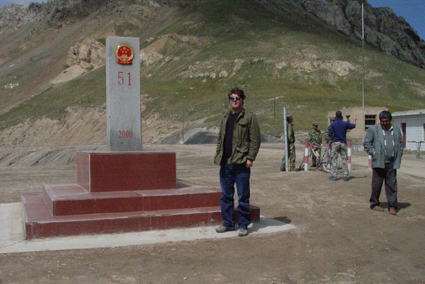
Pietra di confine

Storicamente è stato utilizzato anche il passo di Bedel, più a est, lungo le montagne del Tian Shan.